# Brisbane International 2010
Brisbane International 2010 var en tennisturnering som tillhörde både damernas WTA- och herrarnas ATP-tour under 2010. Turneringen spelades i Brisbane, Australien.

## Seedning

### Herrsingel
| 1. Andy Roddick (Mästare) 2. Radek Štěpánek (Finalist) 3. Gaël Monfils (Semifinal) 4. Tomáš Berdych (Semifinal) | 1. Sam Querrey (Första omgången) 2. Jürgen Melzer (Första omgången) 3. Jérémy Chardy (Första omgången) 4. Thomaz Bellucci (Kvartsfinal) |

### Herrdubbel
| 1. Lukáš Dlouhý Leander Paes (Finalist) 2. Julian Knowle Robert Lindstedt (Första omgången) | 1. Michaël Llodra Andy Ram (Kvartsfinal) 2. Marcelo Melo Bruno Soares (Kvartsfinal) |

## Tävlingar

### Herrsingel
Andy Roddick bes.  Radek Štěpánek

### Herrdubbel
Jérémy Chardy /  Marc Gicquel bes.  Lukáš Dlouhý /  Leander Paes